# Митин, Сергей Анатольевич
Сергей Анатольевич Митин (3 июня 1980, Калуга) — российский футболист, полузащитник. 

## Карьера игрока
Воспитанник калужской СДЮШОР «Смена». В 1996 году играл за клуб «Смена-ПРМЗ» образованный на базе спортшколы. Клуб вышел в третью лигу, и на его основе был создан калужский «Локомотив». Митин играл за железнодорожников три года, а за игровую карьеру ещё дважды возвращался в этот клуб.
Летом 1999 года вместе с одноклубником Евгением Ивановым перешёл в самарские «Крылья Советов». Сыграл за них 10 матчей в Высшей лиге и один в Кубке России. В 2000 году Владимир Герасимов и Сергей Митин на правах аренды отправились в тульский «Арсенал», вернулись оттуда в декабре того года.
В 2003 году перешёл в пермский «Амкар», отыграл весь сезон и внес большой вклад в золотые медали Первого дивизиона. На следующий год в Премьер-лиге выходил на поле всего несколько раз и не смог проявить себя. Руководство «Амкара» решило не держать Митина на скамейке запасных и отдать в аренду екатеринбургскому «Уралу». В начале 2005 года «Амкар» отдал Митина в аренду ФК «Металлург-Кузбасс».

## Достижения
Золото Первого дивизиона — 2003